# Marian Drăgulescu
Marian Drăgulescu (Bucarest; 18 de diciembre de 1980) es un gimnasta artístico rumano, subcampeón en el concurso completo individual y bronce en barra fija, en el Mundial de Glasgow 2015. Marian ha ganado numerosas medallas en los ejercicios de suelo y salto de potro, las más importantes son sus ocho oros en Mundiales entre 2001 y 2009, y su plata en los Juegos Olímpicos de Atenas 2004.

## Carrera deportiva

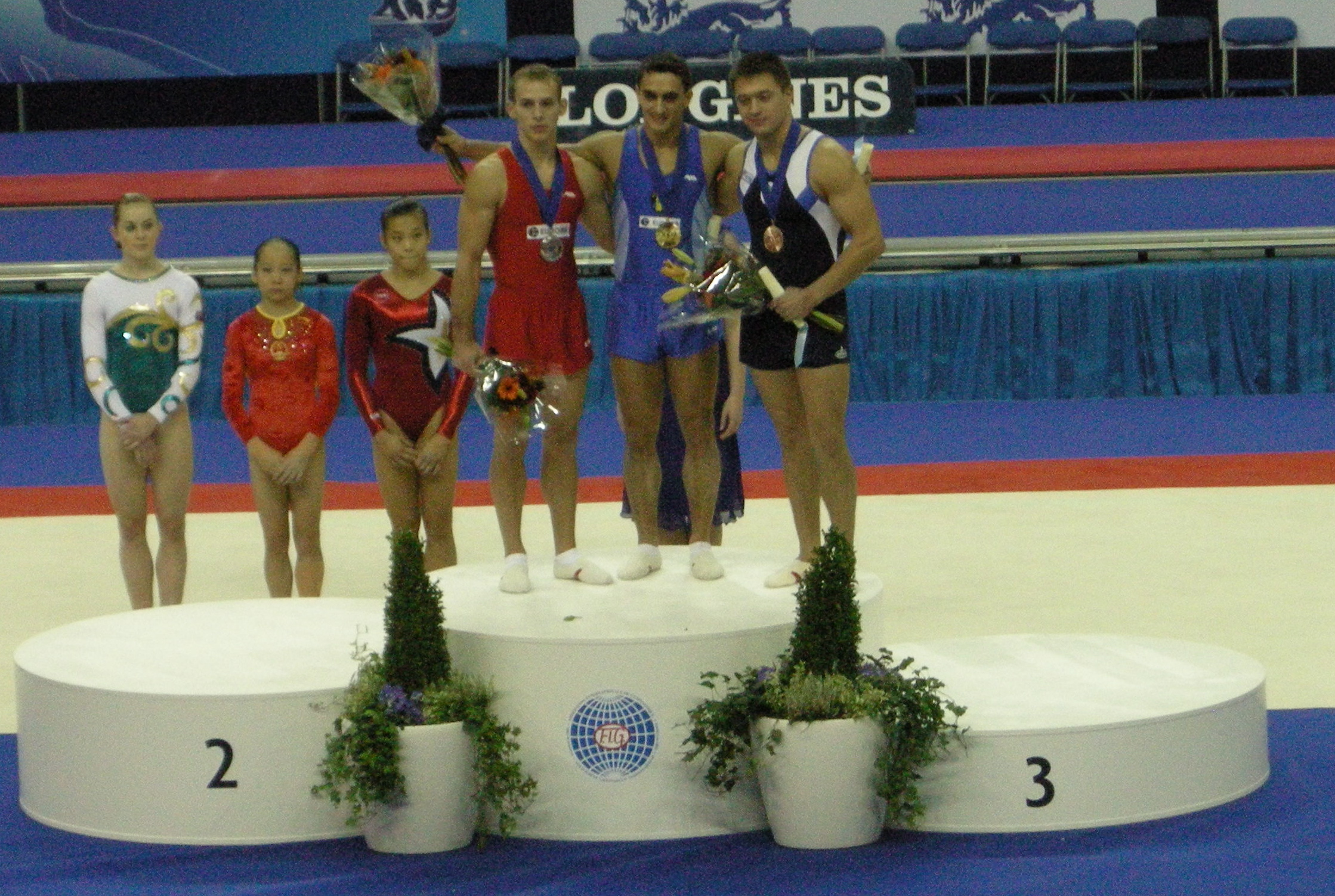
Dragulescu junto a Flavius Koczi y Anton Golotsutskov, en el podio de salto de potro, Mundial de Londres 2009

En el Mundial de Gante (Bélgica) 2001 ganó dos medallas de oro en suelo y salto de potro.
En el Mundial de Debrecen (Hungría) 2002, consigue un oro en suelo.
Subcampeón del mundo en el ejercicio de salto en Anaheim 2003 quedando solo por detrás del chino Li Xiaopeng.
En las Olimpiadas de Atenas 2004 consigue la plata en suelo —tras el canadiense Kyle Shewfelt—, y bronce en salto —tras el español Gervasio Deferr (oro) y el letón Evgeni Sapronenko (plata)— y en la competición por equipos —tras Japón (oro) y EE. UU. (plata)—.
Campeón del mundo en salto en el Mundial de Melbourne 2005.
Campeón del mundo en Aarhus 2006 (Dinamarca) en suelo y salto de potro.
Campeón del mundo en Londres 2009 en suelo y salto de potro.
Subcampeón del mundo en Glasgow 2015 en salto, quedando tras el norcoreano Ri Se-gwang.